# Betterave sucrière
Beta vulgaris
Espèce
Classification phylogénétique
La betterave sucrière est un type de betteraves principalement cultivée pour la transformation de sa racine charnue en sucre (saccharose).

## Botanique

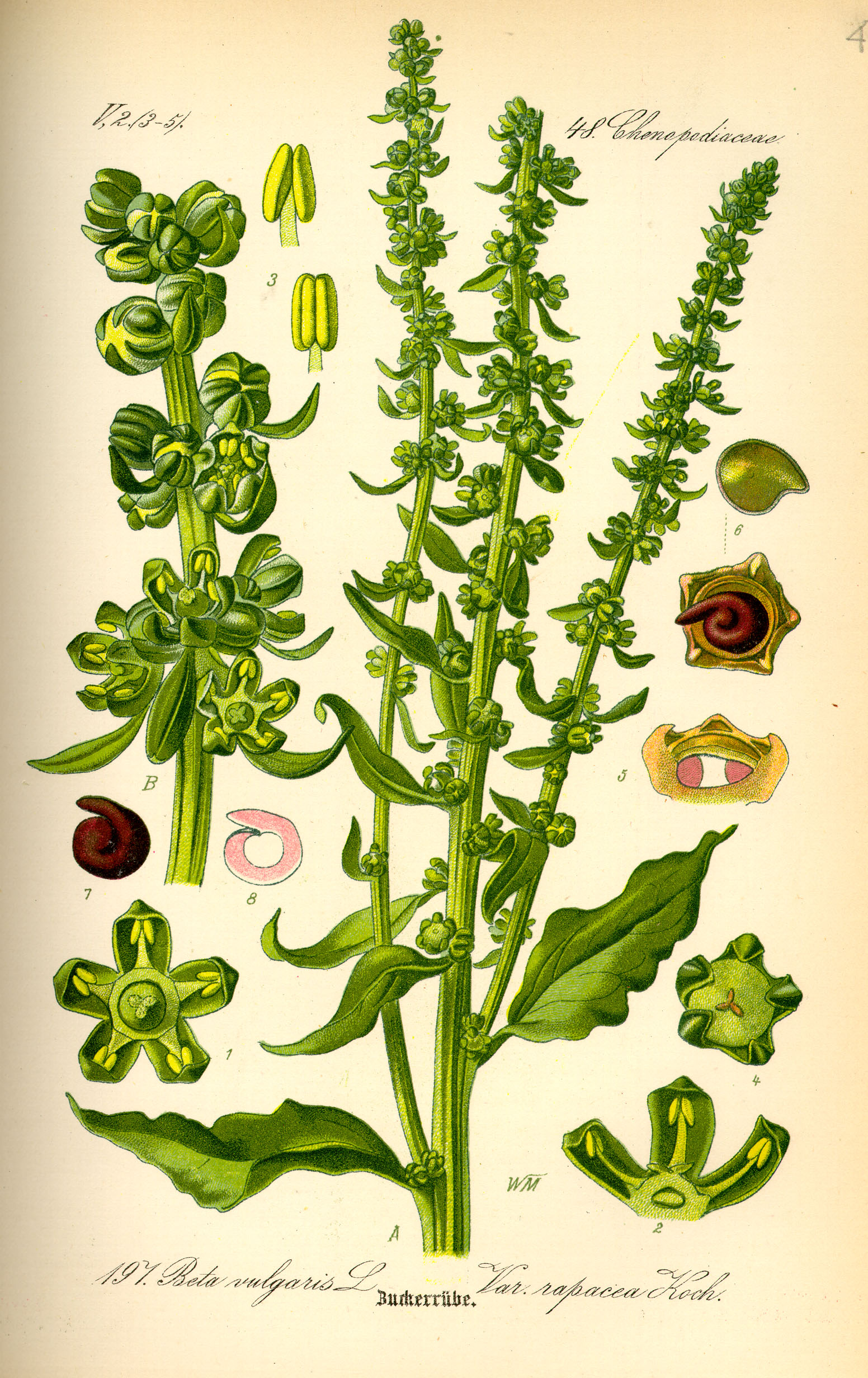
Planche botanique : la betterave sucrière.

### Description
La betterave sucrière cultivée est une plante bisannuelle à la racine de couleur blanche et bien enterrée, elle se développe en deux phases :
- la première année est celle de la phase végétative : après la germination des glomérules, le feuillage se développe et la racine charnue accumule des réserves sous forme de sucre. Les racines sont récoltées en automne pour la production de sucre;
- la deuxième année est celle de la phase reproductive : les tiges montent et les inflorescences se développent (en juin avec des fleurs hermaphrodites à fécondation croisée) pour aboutir, après la floraison et la pollinisation anémophile à la production des graines. La maturation du fruit se fait en août.

### Reproduction
La floraison n'intervient qu'après le premier hiver (ou parfois après un printemps inhabituellement froid). Comme chez toutes les plantes sauvages du sous-genre Beta la pollinisation est réputée essentiellement anémophile (pollens transportés par le vent), mais certains insectes semblent aussi pouvoir y contribuer. 
Des hybrides à fleurs mâles stériles sont aujourd'hui largement cultivés.  

### Principales variétés cultivées
Il existe de nombreuses variétés. Les principaux critères de choix sont le rendement des racines, le rendement en sucre, la pureté des jus, la résistance à des maladies telles que la rhizomanie, le rhizoctone brun et la tolérance aux nématodes. D'autres critères sont importants tels que la résistance à la montée à graine.
En 2022, près de 1 700 variétés de betteraves sont inscrites au catalogue des espèces et variétés végétales,.

## Culture de la betterave sucrière
La betterave sucrière est la première culture industrielle en France. L'Institut technique de la betterave assure, en France, les missions de recherche appliquée et d'amélioration des pratiques culturales.
En France, les agriculteurs sèment la betterave à la mi-mars après les gelées d'hiver; elle a besoin de six mois chauds et ensoleillés pour achever la formation de la racine ; elle aime les terres riches, profondes, bien fumées. Jusque dans les années 1970, après le semis, il était nécessaire de procéder au « démariage », c'est-à-dire à l'élimination des plants excédentaires. Les graines de betterave étaient en effet naturellement groupées par deux à quatre dans des fruits arrondis. Le plus souvent il y avait 3 graines dans un fruit est alors dit triakènes (à 3 graines) ou semences multigermes (sauf si elles ont été préparées). 
En 1948 le généticien russe spécialiste de la betterave à sucre V.F Savitsky a découvert quelques plants monogermes au sein d'une variété cultivée aux États-Unis (« Michigan Hybrid-18 »). Des semences issues de l'un de ces plants (dénommé SLC 101) ont depuis été utilisées pour introduire le caractère monogène presque partout dans le monde. La particularité de réduction à un seul germe est liée à un gène récessif unique (Savistky 1952). 
Presque au même moment (années 1940-1950) Owen découvre la stérilité mâle cytoplasmique et développe une technique de sélection d’hybrides. 
La sélection génétique permet alors de sélectionner et reproduire des semences dites « monogermes » (à une seule graine par glomérule) à haut-rendement, en utilisant dès les années 1970 la culture in vitro. Aujourd'hui les graines sont semées graine par graine grâce au semoir monograine.

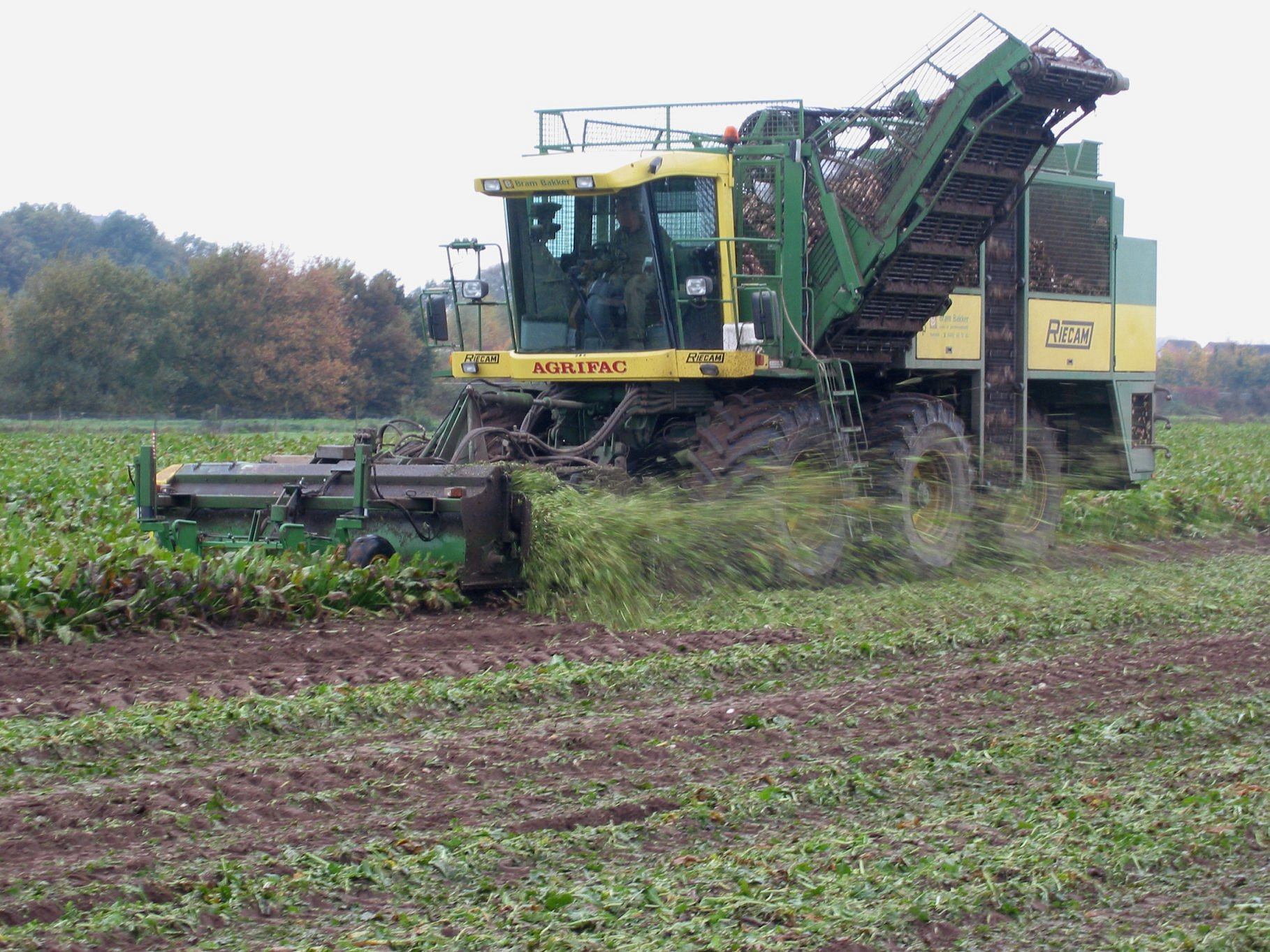
Récolte avec une automotrice dite « intégrale » à grande capacité de stockage lui permettant de travailler sans être suivie par les bennes de transport.

La graine de betterave est très petite et contient très peu de réserve. Sa culture est donc très sensible à la battance : lors du semis, la graine est enfouie à 2-3 cm de profondeur, lorsque les cotylédons pointent à la surface, la plantule a complètement hydrolysé ses réserves, elle a donc un besoin urgent de soleil pour commencer la photosynthèse (et la production d'énergie). Si elle rencontre un obstacle comme une croûte de battance, elle ne peut y faire face et le plant meurt.
La fertilisation azotée doit être faite sans excès sous peine de nuire au rendement en sucre. La betterave a une consommation dite « de luxe » car elle puise énormément de potassium (du fait de son origine halophyte), ses besoins en potasse sont donc élevés (environ 4 kg par tonne de racines). Elle exige des sols à pH basique.
Le nombre maximal de feuilles ne semble pas être borné. À part les deux premières, les feuilles se placent suivant une hélice de rang 5 (la 3e et la 8e sont superposées).
Le saccharose (C12) est directement produit dans les feuilles. Celui-ci est réduit en glucose (C6) dans les organes-puits lors de la croissance, puis stocké (si excédent) dans la racine. La richesse en sucre est un facteur important de la qualité finale de la récolte, et le prix de vente en dépend, elle s'exprime en % et varie aujourd'hui entre 16 et 20.
Le grossissement de la racine commence tôt. La « mue de la betterave » correspond à un grossissement du cœur (différenciation de xylème et de phloème secondaires puis tertiaires) qui a pour effet d'éclater l'écorce qui se fendille. Le rendement moyen varie de 60 à 90 tonnes de racines à l'hectare.
Le sillon saccharifère, un repliement de la racine, peut retenir une masse importante de terre lors de l'arrachage. Cela entraîne une diminution de la propreté des racines lors de la livraison aux sucreries et une baisse du prix payé aux agriculteurs. Par la sélection variétale, il est possible de réduire l'impact du sillon saccharifère. 
La récolte de la betterave à sucre est effectuée le plus souvent à l'aide de machines automotrices combinant les fonctions d'arracheuse-effeuilleuse-décolleteuse-chargeuse et qualifiées d'intégrales par les professionnels.

### Désherbage de la betterave
Le désherbage de la betterave est une pratique qu'il faut absolument réussir car la culture est très fragile du fait de la concurrence avec les adventices à tous les niveaux. Il faut pour cela lutter agronomiquement ou chimiquement.
Le désherbage chimique des betteraves repose sur des programmes associant plusieurs matières actives, permettant d'élargir le spectre d'efficacité et de réduire la phytotoxicité pour la culture. Dans ce souci d'efficacité et de diminution du coût du désherbage, des techniques avec doses réduites de produits sont développées depuis de nombreuses années.
Un désherbage de pré-levée est utile, notamment dans les situations à risque, contre certains types d'adventices, les dicotylédones comme l'amarante, l'ammi élevé, l'aethusa, la matricaire... 
On peut aussi utiliser ce désherbage pour renforcer et régulariser l'efficacité des interventions de post levée.
Le désherbage de post-levée vise les dicotylédones et les monocotylédones.

### Traitement
Les betteraves à sucre en culture intensive (non biologique) nécessitent l'utilisation d'une grande quantité de produits phytosanitaires dont une petite quantité de néonicotinoïdes sur les semences. Ces pesticides sont reconnus comme étant toxiques pour l'environnement, en particulier pour les insectes. Ils sont responsables de la destruction de colonies entières d'abeilles domestiques, mais aussi de l'ensemble des insectes qui survolent et vivent à proximité des champs où sont incorporés ces pesticides. Leur persistance dans les sols est de l'ordre d'environ vingt ans,.

## Menaces sur la betterave sucrière
Ses principales menaces sont les pucerons vecteurs du virus de la jaunisse, la mouche de la betterave (ou pégomyie), les taupins et des maladies comme la rhizomanie, la cercosporiose, l'oïdium, la ramulariose et le pied noir.
Enfin, danger récent pour la betterave sucrière en France : une autre espèce de betterave, extrêmement envahissante, la betterave maritime, est en train de se répandre sur le littoral depuis 2003 en faisant disparaître tous les autres végétaux, notamment sur la côte autour du village d'Audresselles (Pas-de-Calais). Les pollens de cette variété modifient les graines de la betterave sucrière, et rendent les pivots issus de ce croisement non producteurs de sucre en quantité suffisante pour être exploités. La Faculté des Sciences de Lille a envoyé[Quand ?] des chercheurs à Audresselles pour étudier le phénomène et les moyens de le combattre.

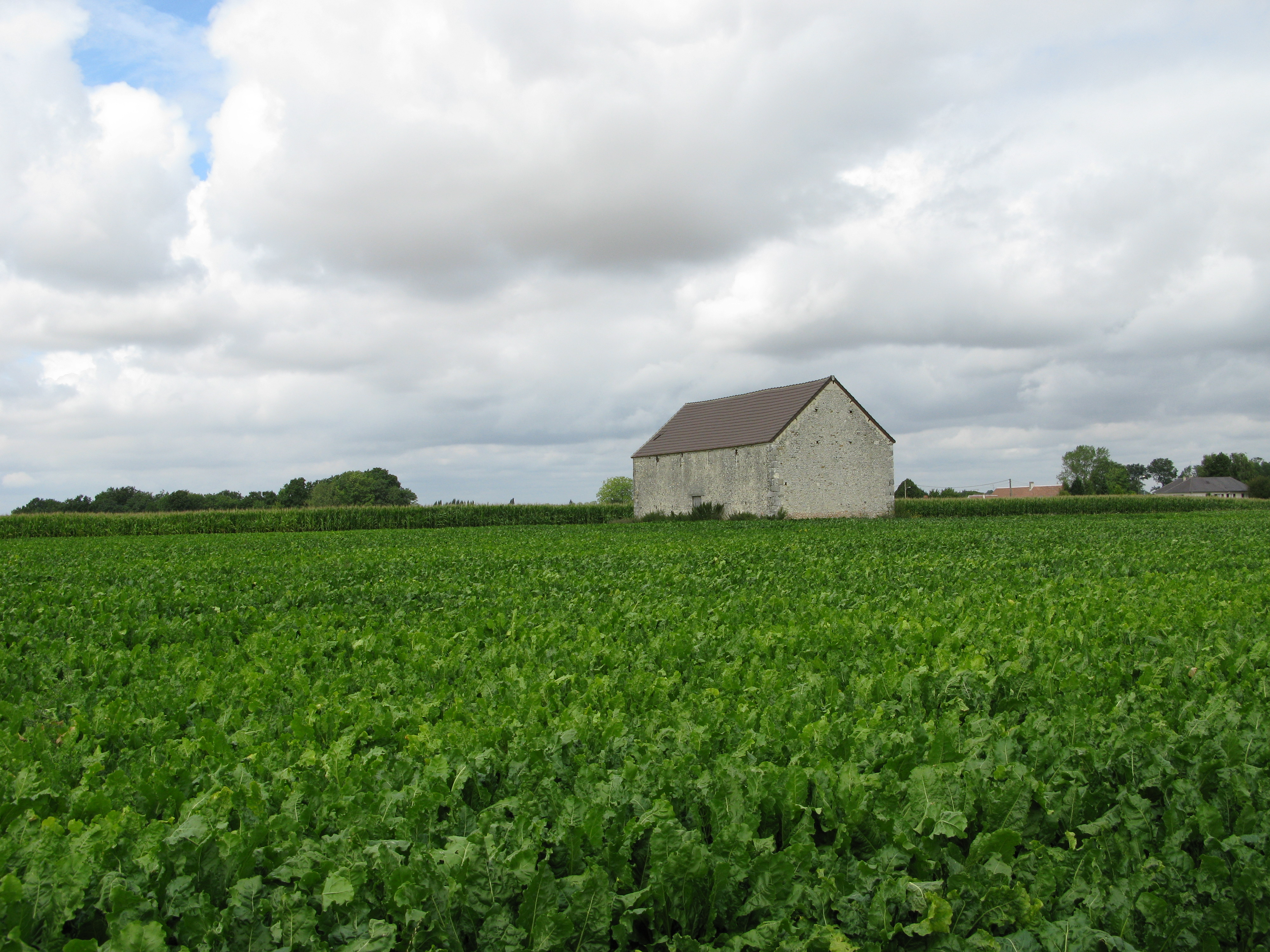
Champ de betteraves dans le département de la Marne.

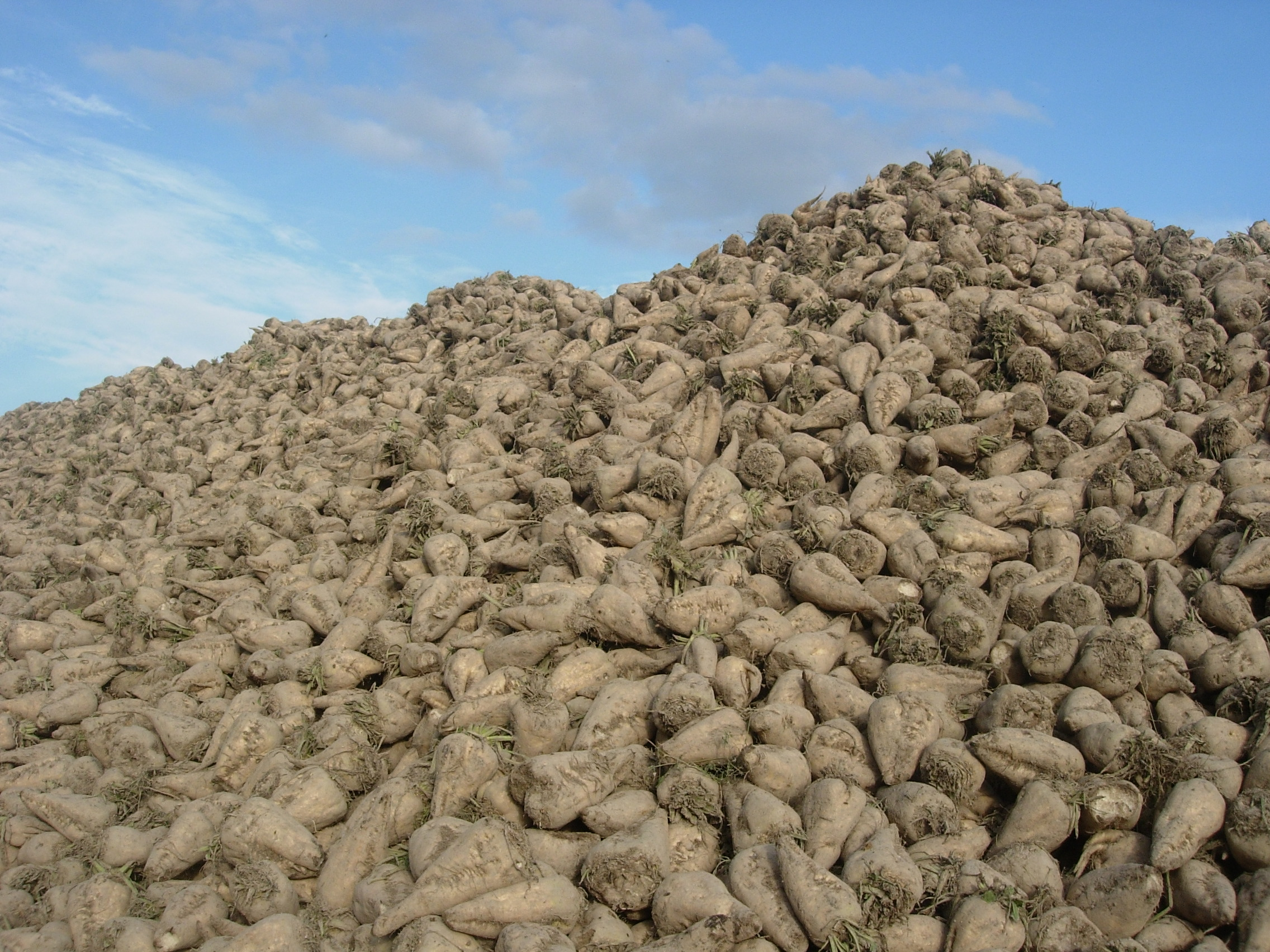
Récolte de betteraves dans le département de l'Aube.

## Transformation
La betterave sucrière est utilisée pour sa transformation en sucres (dont la vergeoise) et de sirop de betterave, et secondairement d'alcool et d'éthanol-carburant. Ses sous-produits sont la mélasse qui contient encore 50 % de sucre utilisée comme aliment appétant pour les bêtes de rente; la pulpe de betterave, résidu de l'extraction du sucre est généralement déshydratée pour le même usage ; la mélasse est aussi transformée en levure de boulangerie ; la racine a un pouvoir méthanogène de 250 m3 de biogaz par tonne de matière brute ; les collets et les feuilles servaient ou servent pour l'alimentation du bétail (avec prudence car riches en acide oxalique pouvant atteindre des doses toxiques si les feuilles sont consommées fraiches et en abondance) ou sont restitués au sol (En France, à ce jour, elles ne sont généralement plus récoltées : la quasi-totalité des fanes est enfouie selon France Agrimer).
Depuis quelques années, le jus de la betterave à sucre est utilisé comme fondant routier en Amérique du Nord. Utilisé seul ou mélangé avec du chlorure de sodium, le jus de betterave est efficace jusqu'à −32 °C et permet de réduire l'impact des agents de déglaçage sur l'environnement et les infrastructures,.
Le butane-2,3-diol est dérivé de l'amidon et de la betterave sucrière.

## Économie

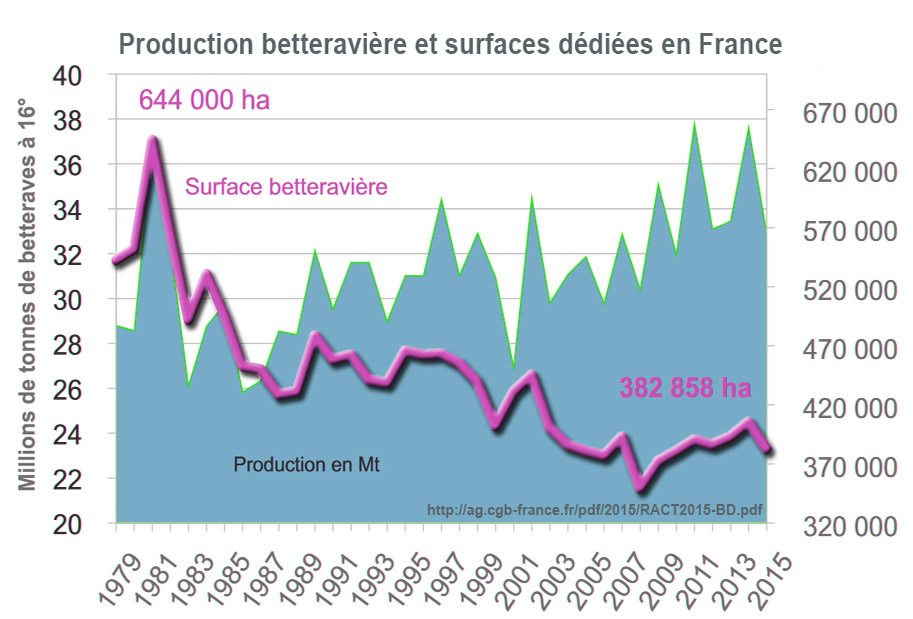
Production betteravière en France et surfaces dédiées, évolution dans le temps.

La culture occupe environ 4,5 millions d'hectares dans le monde (FAOSTAT 2014), surtout en Europe et aux États-Unis.
La production mondiale (FAO 2014) de betteraves sucrières est de 270 millions de tonnes, dont 131 pour l'Union européenne. En 1965, elle était de 197 millions de tonnes avec un pic de 309 millions de tonnes en 1990, son maximum entre 2000 et 2014 a été de 278,11 millions de tonnes en 2011. 
Depuis 1875 jusqu'à nos jours, la France est le premier producteur mondial de betterave à sucre. Cette culture est concentrée dans le Nord et l'Est du pays ainsi que dans le bassin parisien.
Au sein de l'Union européenne, la culture de la betterave sucrière est réglementée dans le cadre de la politique agricole commune. Chaque pays dispose d'un quota de production autorisé en dessous duquel le prix est garanti, à un niveau supérieur au cours mondial.
Le 1er octobre 2017, l'Union européenne met un terme aux quotas sucriers (mis en place en 1968, ils avaient pour mission de garantir la production) à un moment où le marché mondial est excédentaire et où la consommation de sucre augmente fortement dans les pays émergents.
Production de betterave à sucre
| Pays          | Production en millions de tonnes (chiffres 2018) | (chiffres 2020) |
| ------------- | ------------------------------------------------ | --------------- |
| Russie        | 42,065                                           | 33,9            |
| France        | 39,579                                           | 26,2            |
| États-Unis    | 30,068                                           | 30,5            |
| Allemagne     | 26,191                                           | 28,6            |
| Turquie       | 18,900                                           | 23,0            |
| Pologne       | 14,302                                           | 14,2            |
| Ukraine       | 13,967                                           | 9,2             |
| Chine         | 12,077                                           | 11,6            |
| Égypte        | 11,222                                           | 13,0            |
| Total Mondial | 274,8                                            | 252,9           |

## Histoire

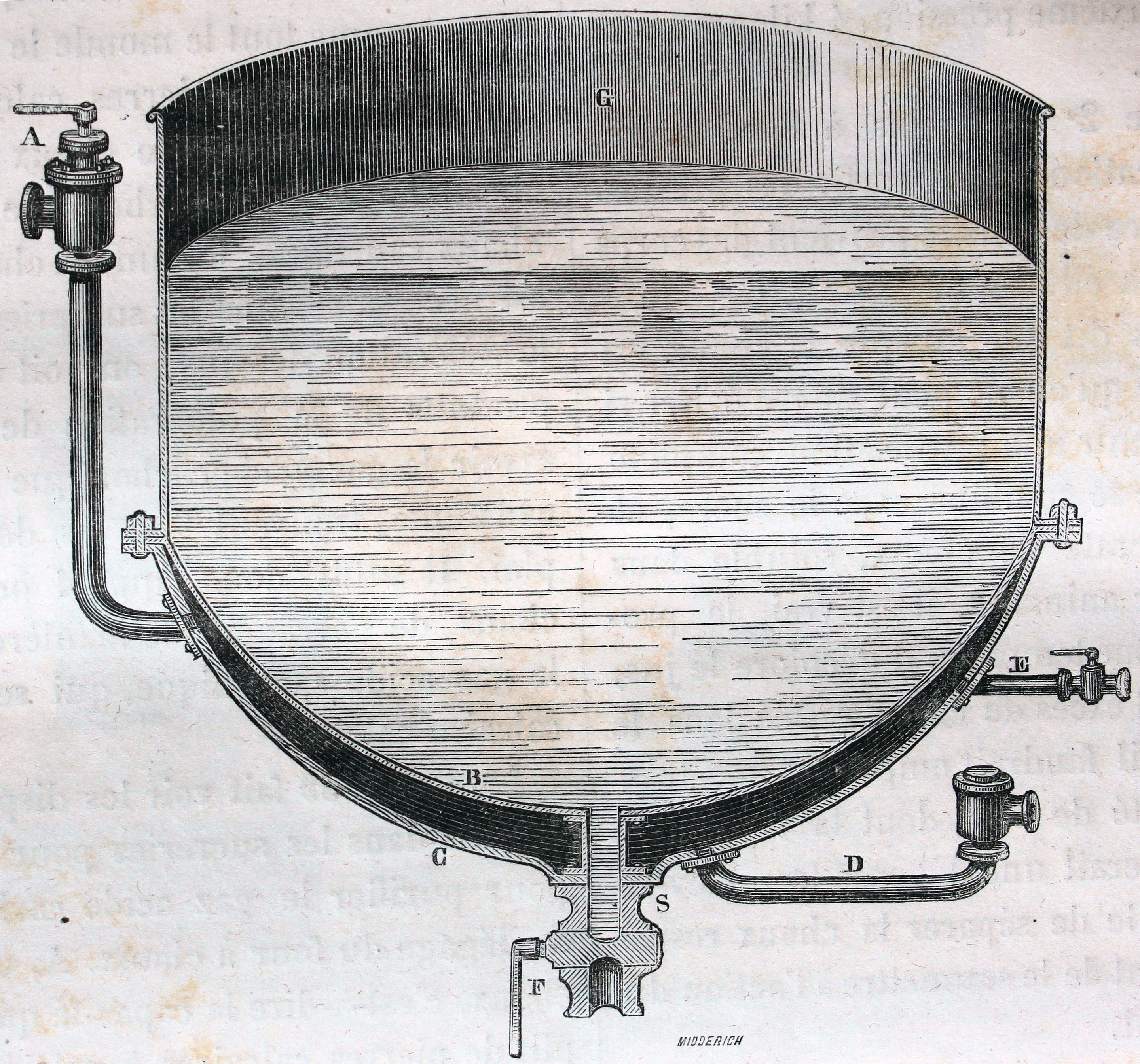
Chaudière pour la defécation des jus de betterave (ill. in: Les merveilles de l'industrie, 1873).

Les principales variétés de betterave ont été décrites dès le Moyen Âge, notamment par Pierandrea Matthiole, un médecin et botaniste italien. L'origine de l'utilisation alimentaire des racines de betterave semble se situer dans la grande plaine qui s'étend de l'Allemagne à la Russie.
En 1600, Olivier de Serres, dans  Le théâtre d'agriculture et mesnage des champs écrit : « Une espèce de pastenades est la bette-rave, laquelle nous est venue d'Italie n'a pas longtemps. C'est une racine fort rouge, assez grosse, dont les feuilles sont des bettes, et tout cela bon à manger, appareillé en cuisine : voire la racine est rangée entre les viandes délicates, dont le jus qu'elle rend en cuisant, semblable à sirop de sucre, est très beau à voir pour sa vermeille couleur ». Il chercha le premier à extraire le sucre des betteraves mais n'a pas réussi à trouver un processus rentable.
En 1747, un pharmacien et chimiste Allemand, Andreas Sigismund Marggraf, avait réussi à extraire le sucre de la betterave. Son procédé fut amélioré par un chimiste berlinois, Franz Karl Achard. Toutefois la première extraction industrielle de sucre fut l'œuvre, fin 1811, d'un Français, le chimiste Jean-Baptiste Quéruel, engagé en 1809 dans la manufacture sucrière de Benjamin Delessert, sous les conseils de Jean-Antoine Chaptal.
C'est Napoléon Ier qui avait encouragé les recherches en ce domaine, le blocus de l’Empire français exercé par la marine britannique, ayant coupé l'Europe des ressources en sucre de canne des Antilles. C'est ainsi que Mathieu de Dombasle, agronome, par son travail et ses expérimentations, a également contribué à l'évolution de cette technique.
La culture de la betterave sucrière, ainsi que la fabrication du sucre, sont dès lors fortement encouragées. Le Journal du Département de Jemmappe du 24 janvier 1812 publie un décret impérial précisant que 100 élèves, pris parmi les étudiants en pharmacie, en médecine et en chimie, seront attachés à diverses fabriques de sucre de betteraves nouvellement établies comme « école spéciale de chimie, pour la fabrication du sucre de betterave ». Chaque étudiant ayant suivi les cours pendant plus de trois mois et ayant prouvé qu'il connait parfaitement les procédés de fabrication recevra une indemnité de 1 000 francs. Par ailleurs, « le ministre de l’Intérieur prendra des mesures pour faire semer dans l'étendue de l'Empire cent mille arpents métriques de betteraves » ; ainsi, 500 licences pour la fabrication du sucre de betterave seront accordées dans tout l'Empire. Quatre fabriques impériales de sucre de betterave seront établies en 1812 devant « fabriquer avec le produit de la récolte de 1812 à 1813, deux millions de kilogrammes de sucre brut ». De cet effort, naîtront d'immenses fortunes sucrières françaises : Beghin, Louis Say et Lebaudy, par exemple.
En 1944, l'Institut technique de la betterave est fondé par le syndicat des planteurs et celui des industriels. Ses missions consistent à perfectionner la culture de la betterave pour la rendre plus productive et moins dépendantes des intrants.